# Shirley (filme de 2024)
Shirley é um filme de drama biográfico estadunidense de 2024 escrito e dirigido por John Ridley. Retrata a fracassada corrida presidencial de Shirley Chisholm em 1972, que já era a primeira mulher negra a ser eleita para o Congresso dos Estados Unidos. O filme é estrelado por Regina King no papel-título, ao lado de Lance Reddick, Lucas Hedges, Brian Stokes Mitchell, Christina Jackson, Michael Cherrie, André Holland e Terrence Howard.
Shirley teve um lançamento limitado nos cinemas nos Estados Unidos em 15 de março de 2024, antes de sua estreia em streaming na Netflix em 22 de março de 2024.

## Elenco
- Regina King como Shirley Chisholm
- Lance Reddick como Wesley McDonald "Mac" Holder
- Terrence Howard como Arthur Hardwick Jr.
- Lucas Hedges como Robert Gottlieb
- Brian Stokes Mitchell como Stanley Townsend
- Christina Jackson como Barbara Lee
- Michael Cherrie como Conrad Chisholm
- André Holland como Walter Fauntroy
- Dorian Missick como Ron Dellums
- Amirah Vann como Diahann Carroll
- W. Earl Brown como George Wallace
- Brad James como Huey P. Newton
- Reina King como Muriel St. Hill

## Produção
Em fevereiro de 2021, foi anunciado que um filme biográfico baseado na vida e carreira de Shirley Chisholm estava em desenvolvimento, com Regina King escalada para o papel homônimo e John Ridley dirigindo e escrevendo o roteiro.
Em dezembro de 2021, Lance Reddick, Lucas Hedges, André Holland, Terrence Howard, Christina Jackson, Michael Cherrie, Dorian Missick, Amirah Vann, W. Earl Brown e Ethan Jones Romero juntaram-se ao elenco. Brian Stokes Mitchell, Brad James e Reina King completaram o elenco.
Em 7 de dezembro de 2021, as filmagens começaram em Cincinnati.

## Lançamento
Shirley teve um lançamento limitado nos cinemas nos Estados Unidos em 15 de março de 2024, antes de sua estreia em streaming na Netflix em 22 de março de 2024.

## Recepção
No site agregador de resenhas Rotten Tomatoes, 71% das 56 resenhas dos críticos são positivas, com uma classificação média de 6,3/10. O consenso do site diz: "Regina King faz um trabalho excelente no papel-título de Shirley, imbuindo este filme biográfico bastante padrão com o coração e a alma que seu tema tanto merece." O Metacritic, que usa uma média ponderada, atribuiu ao filme uma pontuação de 57 em 100, com base em 19 resenhas, indicando críticas "mistas ou médias".